# Tallabarder

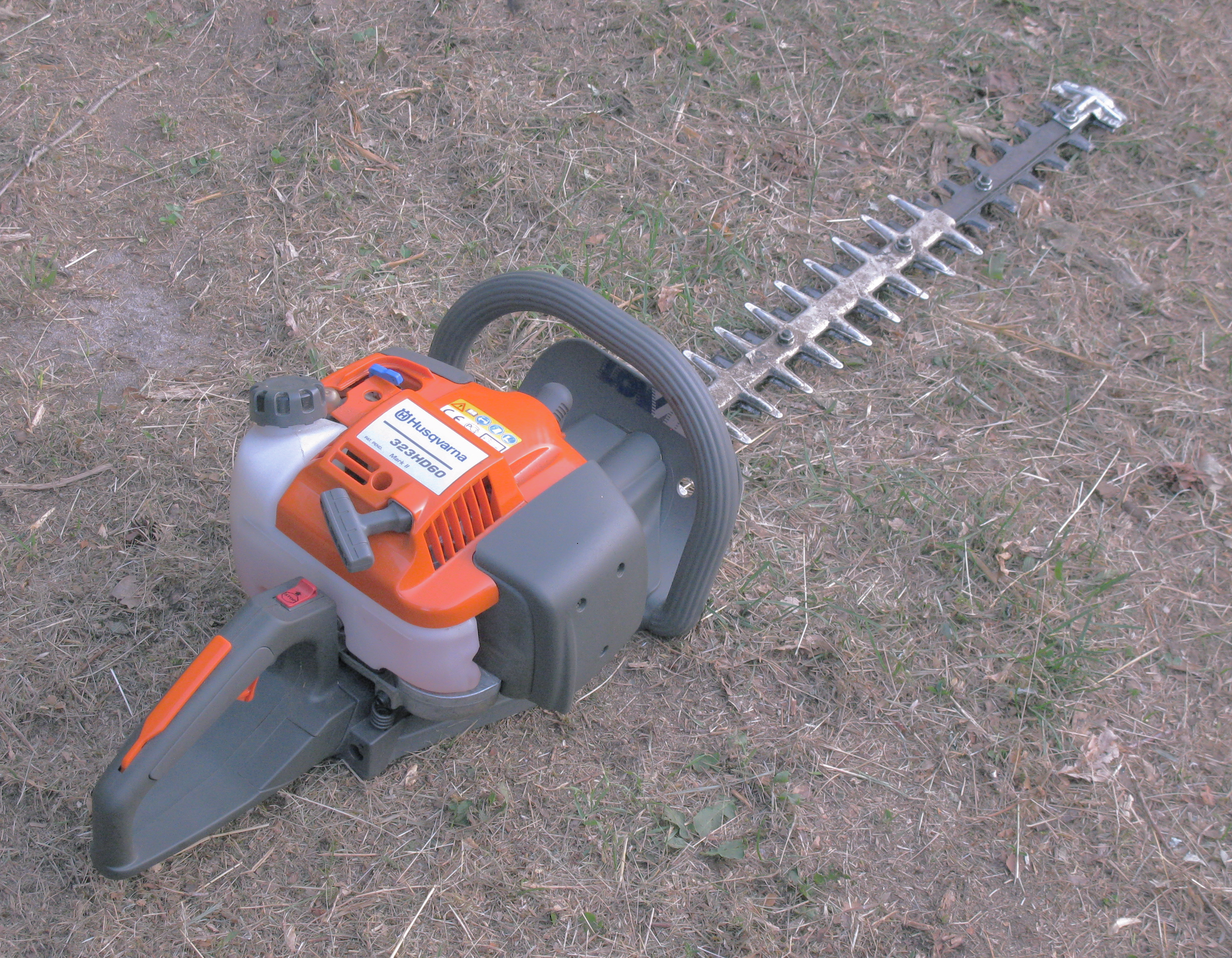
Tallabarder tèrmic Husqvarna model 323HD60

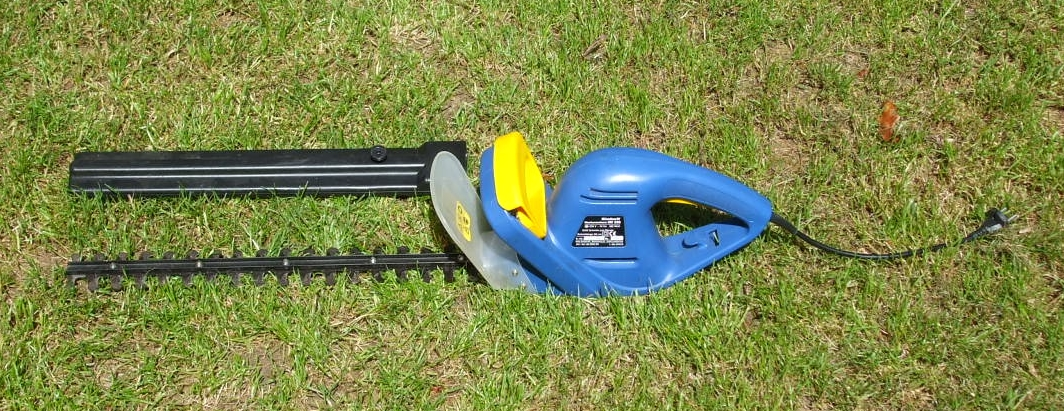
Tallabarder elèctric

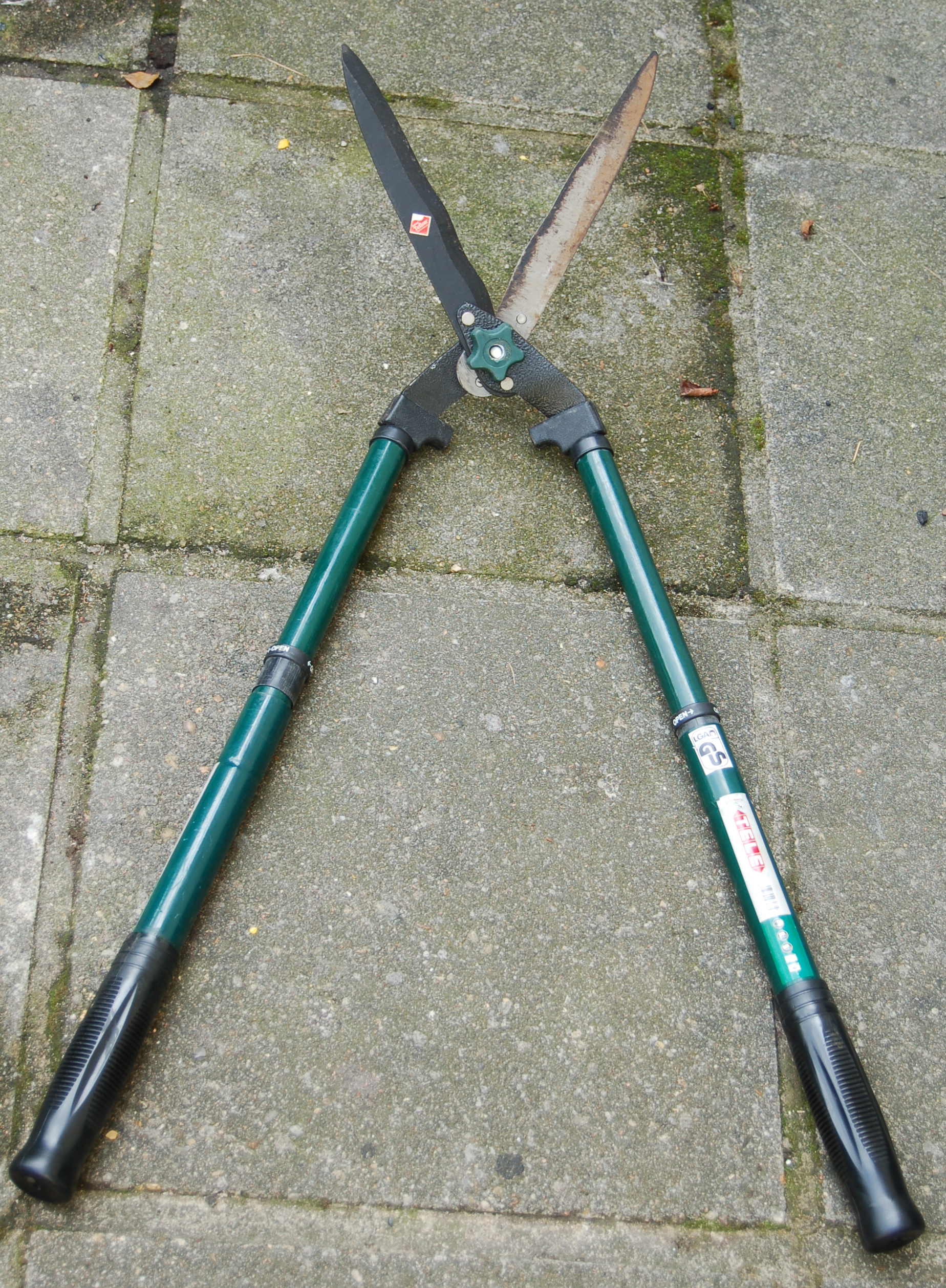
Tallabarder manual

El tallabarder o tallabardissa és una eina de jardineria motoritzada que s'utilitza per a tallar el barder o bardissa, tant per a la seva formació com per al seu manteniment. El motor pot ser elèctric o tèrmic. Els tallabarders elèctrics són més lleugers i més manejables i els fan servir més sovint els particulars, i els models que funcionen amb benzina es reserven més per a les empreses hortícoles.
També rep el nom de mototisora o mototisores de barder/bardissa, i per a la versió manual tisora o tisores tallabarder/tallabardissa.
També reps els noms, per a la versió manual no motoritzada, de tisora tallabarders, tisores tallabarders, tisora tallabardissa, tisores tallabardisses.
Un tallabarber és equipat d'una barra de tall que comprèn una fulla mòbil equipada amb dents trapezoïdals i impulsada per un moviment alternatiu molt ràpid. La fulla s'afila amb un làser o un diamant.
És una eina perillosa, normalment dotada de dispositius de seguretat que n'impedeixen l'ús si les dues mans no estan sobre les anses. Recentment, la legislació fins i tot prohibeix qualsevol treball en altura (en una escambell o una escala de mà, per exemple) si l'utilitzador no té una mà lliure per a agafar-se a l'estructura, cosa que avui limita considerablement l'interès d'un tallabarber per a certes feines de tall.
Un dispositiu de seguretat permet que el motor s'aturi immediatament tan bon punt home deixa d'aferrar una de les anses, la quai cosa suprimeix així els riscos deguts a la inèrcia del moviment de la fulla. Per bé que facilita la tasca en comparació amb les cisalles manuals que encara s'utilitzen per a determinades feines més petites o més delicates (poda del boix), sembla que se n'ha de reconsiderar l'ús de per a l'avenir.
Un estudi realitzat per l'observatori d'accidents de la vida quotidiana CALYXIS, especifica que 90 % dels accidents de jardineria són causats per aquesta eina.